# Nutri-Metics Bendon Classic 1991
Nutri-Metics Bendon Classic 1991 — жіночий тенісний турнір, що проходив на відкритих кортах з твердим покриттям ASB Tennis Centre в Окленді Нова Зеландія. Належав до турнірів 5-ї категорії в рамках Туру WTA 1991. Відбувся вшосте і тривав з 28 січня до 3 лютого 1991 року. Несіяна Ева Швіглерова здобула титул в одиночному розряді й отримала 18 тис. доларів США.

## Фінальна частина

### Одиночний розряд
Ева Швіглерова —  Андреа Стрнадова 6–2, 0–6, 6–1
- Для Швіглерової це був єдиний титул WTA в кар'єрі.

### Парний розряд
Патті Фендік /  Лариса Нейланд —  Джо-Анн Фолл /  Джулі Річардсон 6–3, 6–3

## Розподіл призових грошей
| Дисципліна       | П       | F      | ПФ     | ЧФ     | 1/8    | 1/16 |
| Одиночний розряд | $18,000 | $8,500 | $4,300 | $2,175 | $1,125 | $700 |